# Marcedusa
Marcedusa är en ort och kommun i provinsen Catanzaro i regionen Kalabrien i Italien. Kommunen hade 419 invånare (2018).